# ACT UP
L'AIDS Coalition to Unleash Power (ACT UP), letteralmente, Coalizione AIDS per scatenare il potere, è un'organizzazione internazionale ad azione diretta, impegnata a richiamare l'attenzione sulle vite dei malati di AIDS e sulla relativa e possibile pandemia, per condurre a legislazioni, ricerche e trattamenti medici che portino alla fine della malattia, mitigando la perdita vite e salute umane.
Venne fondata nel marzo del 1987 presso il Lesbian and Gay Community Services Center di New York. Larry Kramer, drammaturgo, saggista e attivista gay statunitense doveva fare un discorso come parte di una serie di oratori a rotazione. Il suo discorso si concentrò sull'azione per combattere il flagello dell'AIDS. Kramer parlò apertamente contro il Gay Men's Health Crisis (GMHC), una società no-profit di volontari che percepiva come politicamente impotente. Kramer era anche uno dei cofondatori del GMHC, ma nel 1983 aveva presentato le proprie dimissioni dal consiglio di amministrazione. Secondo Douglas Crimp, Kramer fece una domanda al pubblico: "Vogliamo iniziare a creare una nuova organizzazione dedicata all'aziona politica?" La risposta fu "un risuonante sì." Circa 300 persone si riunirono due giorni dopo per formare l'ACT UP.

## Azioni dell'Act Up New York
Nel seguito sono elencate cronologicamente le azioni dell'ACT UP di New York, tratte dalla storia dell'ACT UP di Douglas Crimp, dell'ACT UP dell'Oral History Project, e della Capsule History online dell'ACT UP di New York.

### Wall Street
Il 24 marzo 1987, circa 250 membri dell'ACT UP dimostrarono a Wall Street e a Broadway per richiedere, sia un maggiore accesso a farmaci sperimentali per la cura dell'AIDS, che per una politica nazionale coordinata a combattere la malattia. Un articolo d'opinione di Larry Kramer pubblicato sul New York Times il giorno precedente, descriveva alcune delle questioni di cui si occupava l'ACT UP. Diciassette membri dell'ACT UP vennero arrestati in quell'occasione a causa di azioni che portarono a forme di disobbedienza civile. Il 24 marzo 1988 l'ACT UP ritornò a Wall Street per una dimostrazione più grande, durante la quale più di 100 persone furono arrestate.
Il 14 settembre 1989, sette membri dell'ACT UP si infiltrarono nella Borsa di New York e si incatenarono nella galleria VIP per protestare a causa dei prezzi elevati applicati all'unico farmaco per l'AIDS approvato, l'AZT. Il gruppo mostrò uno striscione con su scritto: "Sell Wellcome" (Vendete Wellcome), riferendosi allo sponsor farmaceutico dell'AZT, la Burroughs Wellcome, che aveva fissato per il farmaco un prezzo di circa $10,000 per paziente all' anno, ben al di fuori della portata di quasi tutte le persone positive all'HIV. Diversi giorni dopo la dimostrazione, la Burroughs Wellcome abbassò il prezzo dell'AZT a $6,400 per paziente per anno.

### FDA
L'11 ottobre 1988 l'ACT UP organizzò una delle sue manifestazioni di maggior successo, sia in termini di dimensioni, sia in termini di copertura dei media nazionali, quando riuscì a chiudere per un giorno e con successo la Food & Drug Administration (FDA).

### General Post Office
L'azione successiva dell'ACT UP avvenne nella notte del 15 aprile 1987, al General Post Office di New York City a beneficio di un pubblico di persone che stava compilavando la dichiarazione dei redditi proprio all'ultimo minuto. Questo segnò l'inizio del progetto dell'associazione ACT UP, il cui simbolo consisteva in un poster sul quale era disegnato un triangolo rosa con la punta rivolta verso l'alto su uno sfondo nero nel quale era scritto il testo "SILENCE = DEATH". Douglas Crimp parla di "furbizia mediatica" dell'ACT UP, perché i programmi tv, fanno sempre storie su chi compila la dichiarazione dei redditi all'ultimo minuto. Come tale, all'ACT UP venne virtualmente garantita una ampia copertura mediatica.

### La rivistaCosmopolitan
Nel gennaio 1988, la rivista Cosmopolitan pubblicò un articolo di Robert E. Gould, uno psichiatra, dal titolo, "Rassicuranti Notizie sull'AIDS: un dottore racconta perché potresti non essere a rischio". La principale tesi dell'articolo era che durante il sesso vaginale non protetto tra un uomo e una donna entrambi aventi "genitali sani" il rischio di trasmissione dell' HIV era insignificante, anche se il partner maschile era infetto. Donne dell'ACT UP che avevano organizzato delle dyke dinners, in italiano, cene lesbiche, informali, dove incontrarono Gould in persona, interrogandolo su diversi fatti controversi, per esempio il fatto che la trasmissione dal pene alla vagina fosse impossibile, su metodi giornalistici discutibili, sulla mancanza di revisione paritaria, di informazione bibliografica, e la mancanza di aver dichiarato che fosse uno psichiatra e non uno specializzato in medicina interna, per cui chiesero una ritrattazione e una scusa.
Quando questi si rifiutò, decisero, nelle parole della regista Maria Maggenti, che "dovevano chiudere Cosmo". Era significativo che fosse la prima volta che le donne dell'ACT UP si organizzassero separatamente dal corpo principale del gruppo. Inoltre, la ripresa dell'azione stessa, la preparazione e il seguito furono tutti consapevolmente pianificatI e riprese in un corto video intitolato: "Dottori, Bugiardi, e Donne: attivisti per l'AIDS dicono no a Cosmo". L'azione consisteva approssimativamente della protesta di 150 attivisti davanti all'edificio della Hearst Tower, società madre di Cosmopolitan, cantando "Dite no a Cosmo!" e tenendo cartelloni con slogan come "Sì, la ragazza Cosmo PUÒ prendere l'AIDS!".
Anche se l'azione terminò con nessun arresto, ottenne comunque una notevole attenzione mediatica anche grazie alla controversia nata attorno all'articolo. il conduttore televisivo, Phil Donahue, in Nightline e in un talk show locale chiamato "People Are Talking", ospitarono tutti le discussioni sull'articolo. Nell'ultimo, due donne, Chris Norwood e Denise Ribble, presero il palco dopo che il presentatore, Richard Bey, interruppe la Norwood durante una discussione sul rischio di contrarre l'AIDS per le donne eterosessuali. Diversi spezzoni tratti da tutte queste apparizioni mediatiche vennero montate in Dottori, Bugiardi e Donne. Cosmopolitan pubblicò in seguito una parziale ritrattazione dei contenuti dell'articolo.

### Le Donne e la definizione di AIDS del CDC
A seguito della loro partecipazione alla protesta di Cosmopolitan, il comitato delle donne dell'ACT UP prese come bersaglio il Centro per la prevenzione e il controllo delle malattie, il Center for Disease Control, in quanto si proponeva di affermare una stretta definizione di cosa era veramente l'HIV/AIDS. Mentre le cause della trasmissione dell'HIV, come sesso non protetto vaginale o anale, erano simili sia tra uomini sia tra donne, i sintomi del virus variavano enormemente. Come notò la storica Jennifer Brier: "per gli uomini, l'AIDS a tutti gli effetti, spesso provocava il sarcoma di Kaposi, mentre le donne sperimentavano forme di polmonite batterica, una malattia infiammatoria pelvica, e neoplasie della cervice uterina.” Dato che la definizione del CDC non teneva conto di questi sintomi come un risultato dell'AIDS, alle donne americane negli anni ottanta erano spesso diagnosticate complicazioni relative all'AIDS, o ARC, o HIV.
"In questo processo",” spiegò la Brier,, "a queste donne erano essenzialmente negati i benefici della Sicurezza sociale che agli uomini con l'AIDS erano stati assicurati già alla fine degli anni Ottanta, grazie a dure battaglie sociali." Nell'ottobre del 1990, l'avvocato Theresa McGovern iniziò una causa rappresentando diciannove newyorkesi che affermavano di essersi viste negati ingiustamente i sussidi di disabilità a causa della ristretta definizione dell'AIDS imposta dal CDC. Durante la protesta del 2 ottobre 1990 per attirare l'attenzione sulla causa di McGovern, duecento persone dell'ACT UP si radunarono a Washington manifestando e cantarono "Quante ancora devono morire prima che diciate che sono qualificate", sollevando poster con slogan del tipoː “Le donne non prendono AIDS ne muoiono e basta.” La reazione iniziale del CDC fu ri proporre una revisione della definizione di AIDS che includesse di fissare la soglia di probabile presenza di AIDS, sia per gli uomini, che per le donne, a un conteggio dei linfociti T al di sotto del valore di 200. Tuttavia, la McGovern rigettò questo suggerimento. “A molte donne che si presentano negli ospedali non vengono contati i linfociti T. Nessuno sa se hanno il cancro HIV. Non avete idea di quante nostre clienti stavano morendo di HIV senza che fossero loro contati i linfociti T.”
Piuttosto, McGovern, insieme all'ACLU e al New Jersey Women and AIDS Network, chiese di aggiungere quindici punti condizionanti alla lista che definiva i parametri di attenzione del CDC, successivamente adottati dal gennaio del 1993. Sei mesi più tardi, l'amministrazione Clinton rivedette i criteri federali per valutare la condizione dell' HIV e rendere più facile per le donne con l'AIDS assicurarsi sussidi di assistenza sociale. Il ruolo del comitato delle donne nel modificare la definizione del CDC aiutò, non solo ad aumentare drasticamente la disponibilità di sussidi federali alle donne americane, ma aiutò a definire con maggior precisione il numero di donne infette da HIV/AIDS negli Stati Uniti; "grazie a questi nuovi criteri, il numero di donne con l'AIDS negli Stati Uniti crebbe quasi del 50 per cento".

### "Stop the Church"
L'ACT UP non era d'accordo con il Cardinale John Joseph O'Connor sulla posizione pubblica dell'Arcidiocesi di New York contro l'educazione per il sesso sicuro nelle scuole pubbliche di New York, contro la distribuzione di preservativi, e per le opinioni pubbliche del cardinale sull'omosessualità, in aggiunta all'opposizione cattolica all'aborto. Questo condusse alla prima protesta, Stop the Church, in italiano, Fermate la Chiesa, del 10 dicembre 1989 presso la Cattedrale di San Patrizio (New York). Nel dicembre del 1989, circa 4 500 dimostranti mobilitati dall'ACT-UP e da WHAM! si riunirono all'esterno della chiesa durante la messa nella cattedrale. Qualche dozzina di attivisti entrarono, interruppero la Messa, cantarono slogan, o si sdraiarono nelle navate. Un dimostrante ruppe un'ostia e la gettò al suolo. In quell'occasione centoundici dimostranti vennero arrestati per i quali vennero presentate solo accuse minori, punite principalmente da sentenze per lavori socialmente utili; alcun di loro rifiutarono persino i servizi sociali, per cui, vennero processati, ma non furono incarcerati.
Come risultato dell'azione nella Cattedrale di San Patrizio, l'ACT UP fu pubblicamente condannata dal sindaco di New York. Anche il governatore dello Stato di New York Mario Cuomo condannò la dimostrazione. Tuttavia, la protesta della Cattedrale fu criticata come "stupida e avventata" da Andy Humm, uno dei portavoce della Coalition for Gay and Lesbian Rights, in italiano Coalizione per i Diritti di Gay e Lesbiche, mentre il leader dell'ACT UP, Peter Staley, ha definito la protesta come un "fallimento totale" e una "cosa egoista, da macho."
Il documentario di Robert Hilferty sulla protesta, Stop the Church, doveva originariamente andare in onda su PBS. La pellicola venne successivamente tolta dal palinsesto nazionale, ma andò comunque in onda su televisioni pubbliche via cavo in diverse grandi città, incluse Los Angeles, New York e San Francisco. Il fatto venne paragonato al processo del 2012 alle Pussy Riot per vandalismo e incitamento all'odio religioso a Mosca, dopo la loro protesta presso la Cattedrale di Cristo Salvatore.
Un articolo di Radio Free Europe sul processo di Mosca descrisse la protesta, Stop the Church, come "fondamentale", protesta, all'inizio degli anni '90, ha contribuito a fare approvare riforme che garantivano agli americani con HIV e AIDS protezione federale dalla discriminazione, un ufficio del governo degli USA su politiche dell'AIDS, e milioni di dollari per ricerca biomedica. "Gli attivisti dell'ACT UP adesso affermano che la protesta di San Patrizio cambiò il modo in cui molti americani vedevano la Chiesa cattolica. Non era più intoccabile, e le sue politiche, su tutto, dai preservativi, all'aborto, al matrimonio gay, e alle donne prete, non erano più sacrosante." Jim Hubbard, membro dell'ACT UP e realizzatore del documentario "United in Anger", in italiano, "Uniti nella rabbia", sulla storia dell'ACT UP, disse "A quel tempo non avevo le idee chiare su cosa l'andare in chiesa avrebbe potuto provocare. Ma adesso penso che lo shock di entrare e confrontarsi con il cardinale abbia davvero funzionato. Ha aiutato a portare l'ACT UP all'attenzione del mainstream. Ha portato la crisi ad un punto in cui il governo e i media dovevano davvero iniziare a farci i conti."

### Day of Desperation
Il 22 gennaio 1991, durante la Guerra del Golfo, l'attivista dell'ACT UP John Weir e due altri attivisti entrarono nello studio del telegiornale serale di CBS all'inizio della messa in onda. Gridarono "L'AIDS è una notizia. Combattete l'AIDS, non gli arabi!" e Weir andò di fronte alla cinepresa prima che la camera di controllo interruppe le riprese per un break pubblicitario. La stessa notte l'ACT UP si mostrò agli studi della MacNeil/Lehrer Newshour. Il giorno seguente diversi attivisti montarono degli striscioni alla Grand Central Terminal con scrittoː "Soldi per l'AIDS, non per la guerra" e "Una morte per l'AIDS ogni 8 minuti." Uno degli striscioni era tenuto a mano e esibito attraverso l'orario dei treni mentre l'altro era attaccato a un mucchio di palloncini che lo sollevavano fino al soffitto dell'ernome sala centrale della stazione. Queste azioni facevano parte di una protesta coordinata chiamata Day of Desperation, in italiano, Giorno della Disperazione.

### Scuole di Seattle
Nel dicembre del 1991, la sezione dell'ACT UP di Seattle distribuì più di 500 pacchetti per il sesso sicuro fuori dalle scuole superiori della città. I pacchetti contenevano un pamphlet intitolato, "How to Fuck Safely", in italiano, "Come scopare in sicurezza", illustrato fotograficamente e includeva due uomini che rappresentavano una fellatio. La legislature dallo Stato di Washington successivamente passò una legge, "Dannoso per i Minori", rendendo illegale distribuire materiale sessualmente esplicito a minorenni.

## Struttura dell'ACT UP

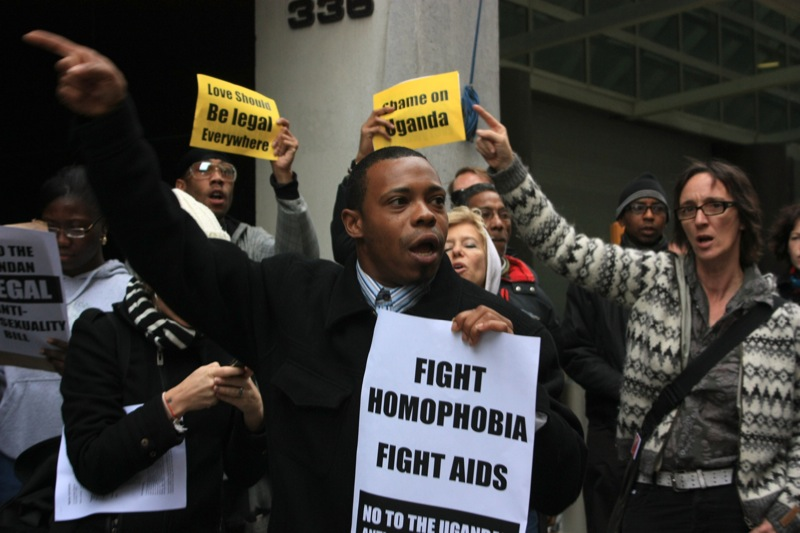
Proteste di ACT UP a New York City contro la legge Anti-Omosessualità dell'Uganda

L'ACT UP venne organizzata, di fatto, come una rete senza leader. Questa modalità, fu intenzionale, e dovuta grazie a Larry Kramer, descrivendola come, "democratica all'eccesso". Seguiva una struttura per comitati, ognuno dei quali riportava ad un incontro del comitato coordinatore una volta a settimana. Azioni e proposte erano generalmente portate al comitato coordinatore e poi al pubblico per un voto, ma questo non era esplicitamente richiesto, in quanto ogni mozione poteva essere portata al voto ad ogni momento. Gregg Bordowitz, uno dei primi membri, ha detto del processo:
Questo non significa fosse solo anarchica o democratica. Bordowitz e altri confermarono che certe persone erano in grado di comunicare e difendere le loro idee meglio di altre. Anche se Larry Kramer fosse spesso etichettato come il primo "leader" dell'ACT UP, come il gruppo maturava, le persone che partecipavano regolarmente agli incontri e facevano sentire le loro voci divennero megafoni attraverso le quali più piccoli "gruppo di affinità" presentavano e organizzavano le loro idee. La leadership cambiava mai frequentemente o all'improvviso.
- Alcuni dei comitati erano:
  - Comitato Azione
  - Comitato Finanza
  - Comitato Outreach
  - Comitato Trattamento e Dati
  - Comitato Media
  - Comitato Grafica
  - Comitato Alloggio

Dato che l'ACT UP non ha un piano organizzativo, i titoli di questi comitati sono in qualche modo variabili e alcuni membri li ricordano in modo diverso da altri.
In aggiunta ai comitati, l'ACT UP New York faceva grande affidamento sui cosiddetti gruppi di affinità. Questi spesso non avevano strutture formali, ma erano centrati su specifici argomenti o relazioni personali, spesso all'interno di comitati più grandi. I gruppi di affinità concretizzavano la loro capacità di solidarietà complessiva in azioni politiche più grandi e complesse, attraverso il mutuo sostegno fornito dai membri del gruppo. Gruppi di affinità spesso si organizzavano per realizzare compiti più piccoli nell'ambito di una più grande azione politica, come il Day of Desperation, quando il gruppo Needle Exchange, in italiano, Scambio di Aghi, presentò agli ufficiali del Dipartimento Sanitario di New York migliaia di siringhe usate che avevano raccolto attraverso il loro scambio (contenute in bottiglie termiche).

### DIVA-TV
DIVA-TV è l'acronimo di Damned Interfering Video Activist Television, in italiano, Televisione dei Dannati Attivisti Video Invadenti, era un "gruppo di affinità" dell'ACT UP che registrava e documenta l'attivismo per sensibilizzare sull'AIDS. I suoi membri fondatori sono Catherine Gund, Ray Navarro, Ellen Spiro, Gregg Bordowitz, Robert Beck, Costa Pappas, Jean Carlomusto, Rob Kurilla, George Plagianos. Uno dei loro primi lavori è Like a Prayer, del 1991, che documentava le proteste dell'ACT UP del 1989 presso la Cattedrale di San Patrizio contro la posizione del cardinale di O'Connor's su AIDS e contraccezione. Nel video, Ray Navarro, attivista dell'ACT UP/DIVA TV, svolge il ruolo di narratore, travestito da Gesù. Il documentario aveva l'obiettivo di mostrare la faziosità dei mass media in quanto giustappone video originali della proteste con le immagini mostrate ai telegiornali serali.
Nonostante, dopo il 1990, fosse meno "collectiva", DIVA TV ha continuato a documentare, in oltre 700 ore di ripresa, le azioni dirette, sia degli attivisti dell'ACT UP, che le reazioni della comunità alla problematica dell'HIV/AIDS, producendo più di 160 programmi video canali tv in chiaro, mentre la serie settimanale, AIDS Community Television venne trasmessa dal 1991 al 1996 e in chiaro dal 1994 al 1996 con chiamata diretta ACT UP Live. DIVA TV ha trasmesso film festival, documentazione on-line e webcasts in streaming continui. Il video attivismo di DIVA TV alla fine ha cambiato la percezione del problema dei media, attraverso la fondazione nel 1997 e il continuo sviluppo del sito di ACT UP di New York. Il più recente programma video del genere di DIVA TV, che documenta la storia e l'attivismo dell'ACT UP di New York, è il documentario lungometraggio: Fight Back, Fight AIDS: 15 Years of ACT UP" del 2002, proiettato al Festival internazionale del cinema di Berlino e mostrato in tutto il mondo. I programmi di DIVA TV e le cassette originali delle videocamere sono attualmente rimasterizzati, archiviati e conservati, e accessibili al pubblico nella collezione, AIDS Video Activist Video Preservation Project, in italiano, Progetto per la conservazione dei video degli attivisti AIDS, alla New York Public Library.

### Indipendenza istituzionale
Nell'ACT UP venne condotto un primo dibattito per decidere se registrare l'organizzazione come noprofit, per permettere a chi contribuiva l'esenzione dalle tasse. Successivamente decisero contro, perché, come ha detto Maria Maggent, "non volevano avere niente a che fare con il governo." Questo tipo di etica senza compromessi ha caratterizzato gli aderenti sin dai suoi inizi. Questo atteggiamento condusse successivamente a una divisione tra coloro nel gruppo che volevano rimanere completamente indipendenti e coloro che vedevano opportunità per raggiungere compromessi e progresso, entrando nelle istituzioni e nel sistema contro cui combattevano.

## Anni Successivi
L'ACT UP, al culmine della sua azione estremamente prolifica, subì notevoli pressioni interne sulla direzione del gruppo a seguito della crisi AIDS. Dopo le azioni al NIH, queste tensioni sfociarono in un'effettiva stroncatura del Comitato d'Azione e del Comitato Trattamenti e Dati, che si riformò come il Gruppo Azione Trattamento, Treatment Action Group, TA. Diversi membri la descrissero come una "stroncatura della doppia natura dell' ACT UP."
Nel 2000 l'ACT UP di Chicago venne inserita nella Chicago Gay and Lesbian Hall of Fame.
Le Sezioni dell'ACT UP continuarono ad incontrarsi e a protestare, seppure con un minor numero di membri. L'ACT UP di New York e l'ACT UP di Philadelphia sono particolarmente solide, con altre sezioni attive altrove.
La Housing Works, la più grande organizzazione di New York per servizi per l'AIDS e l'Health GAP, che combatte per estendere il trattamento a persone con l'AIDS in tutto il mondo, si sono sviluppate direttamente dall'ACT UP.

## Scissionismo a San Francisco
Nel 2000, l'ACT UP/Golden Gate cambiò il suo nome in Survive AIDS, per evitare confusione con l'ACT UP/San Francisco (ACT UP/SF). Le due organizzazioni si erano precedentemente separate nel 1990, ma avevano continuato a condividere la stessa filosofia di fondo. Nel 1994, l'ACT UP/SF aveva iniziato a rifiutare l'opinione prevalente in ambito scientifico rispetto al ruolo dell'HIV come causa dell'Aids. Ciò fece sì che l'ACT UP/SF entrasse in conflitto con l'ACT UP/Golden Gate ed altre associazioni gay di lotta all'AIDS. L'ACT UP/SF avrebbe in seguito fatto fronte comune con il People For the Ethical Treatment of Animals, contro la sperimentazione su animali delle cure per l'AIDS. La situazione degenerò nel momento in cui giunsero ingiunzioni restrittive, dopo che l'organizzazione attaccò fisicamente altre associazioni di volontariato per l'AIDS che aiutavano pazienti positivi all'HIV; due militanti furono condannati con la condizionale per minacce a giornalisti e a funzionari della sanità pubblica.